# L'Estampe originale
L'Estampe originale era una pubblicazione francese che offriva incisioni originali raccolte in album, fondata inizialmente da Auguste Lepère nel maggio 1888 a Parigi e poi acquistata da André Marty nel marzo 1893. 
Le pubblicazioni terminarono nel marzo 1895.

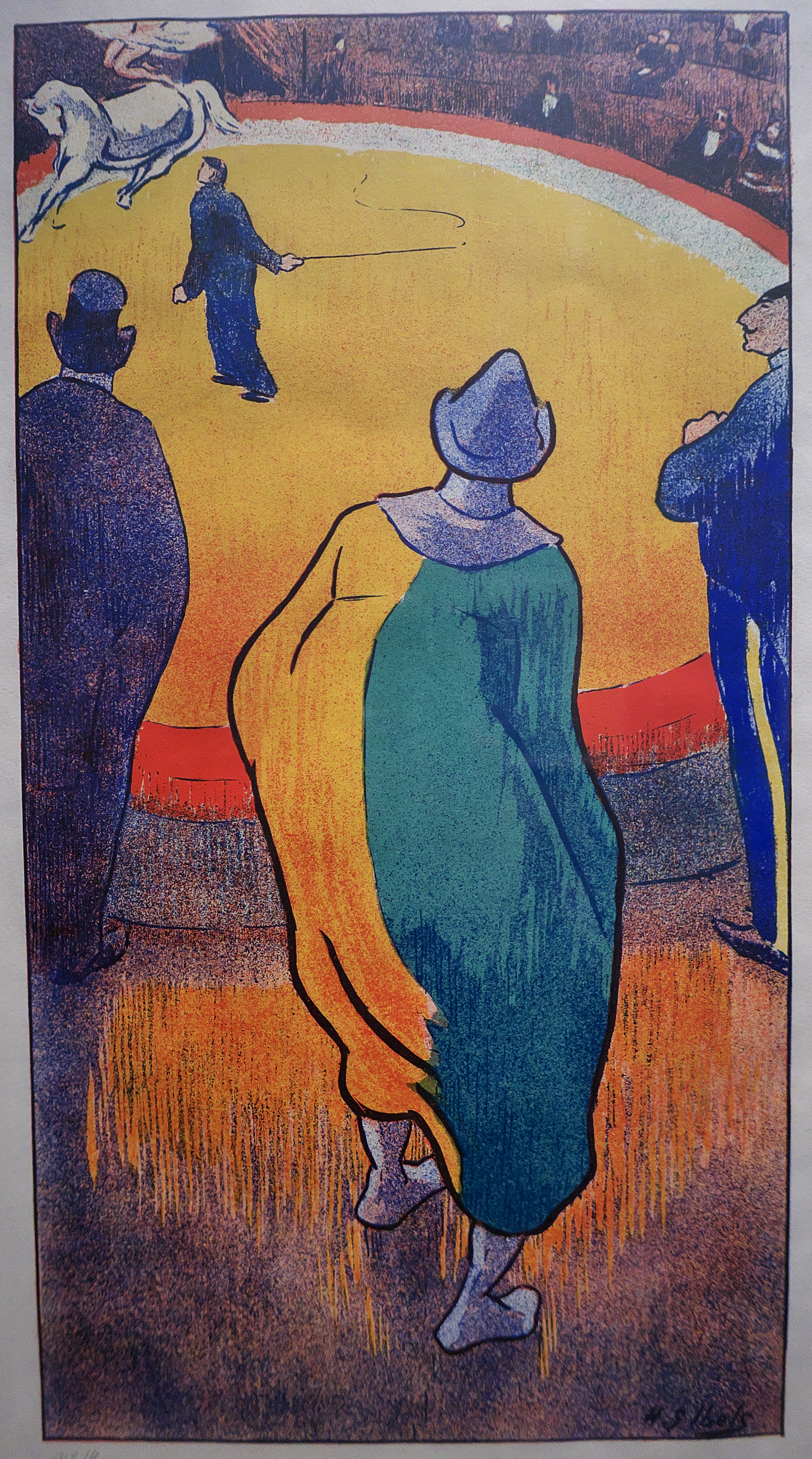
Henri-Gabriel Ibels - Al circo)

## Contesto storico
Le tecniche di stampa fotomeccanica cominciarono a diffondersi intorno al 1875; dieci anni dopo, la xilografia industriale si esaurì e lasciò il posto a processi come l'eliocalcografia, ma questo progresso rinnovò l'interesse dei collezionisti per l'incisione manuale, l'acquaforte, la litografia e la xilografia: la stampa stava così cercando di ricollegarsi al mercato dell'arte dopo aver raggiunto l'apice tecnologico nel XVIII secolo e nel primo terzo del XIX.
Con l'inizio dell'epoca d'oro dell'illustrazione, alcuni commercianti ed editori proposero ai collezionisti l'idea di un'arte multiforme ma precisa, artigianale e più accessibile, prodotta in edizioni limitate, come fecero Richard Lesclide in Francia e Auguste Lepère. 
In Gran Bretagna, questo pensiero si sviluppò all'interno del movimento Arts & Crafts che sosteneva un ritorno alle tradizioni grafiche.

## Raccolte de l'Estampe originale (1888-1891)
All'origine della ripresa dell'incisione su legno in Francia, Auguste Lepère, con Tony Beltrand e con il critico Roger Marx, decise di mettere in vendita il 1º maggio 1888 un album (o portfolio) contenente 10 stampe di 7 artisti diversi. Intitolato Album de l'Estampe originale' e che comprendeva un misto di xilografie, puntasecca e litografie stampate su carta fine: questa offerta mista era una novità assoluta
.
Tutti i partecipanti a questa avventura editoriale si erano riuniti sotto l'etichetta della Société de l'estampe originale: oltre a Lepère e Beltrand, c'erano Félix Bracquemond, Daniel Vierge, Henri Boutet e Henri Patrice Dillon.
Ogni edizione era limitata a 150 copie numerate e la stampa era "garantita dall'artista stesso ". Il prezzo di vendita era di 100 franchi. Questo primo numero, secondo Beraldi, fu un fallimento
Lepère e i suoi soci riuscirono a pubblicare altri due album, rispettivamente nel 1889 e nel maggio 1891, e poi la pubblicazione fu venduta a un certo André Marty

## L'Estampe originale (1893-1895)
Direttore del Journal des artistes, Marty riprese il progetto della Société de l'Estampe originale riproponendo, nel marzo 1893, un portfolio intitolato L'Estampe originale contenente dieci stampe nelle quali erano utilizzate tre tecniche diverse (rame, legno e pietra). Nel frattempo, i collezionisti iniziavano ad entusiasmarsi a questo tipo di pubblicazione.  L'Art Nouveau, in questo periodo, era al suo apice.
La pubblicazione aveva sede al numero 17 di rue de Rome e, secondo il progetto, doveva essere pubblicata trimestralmente. La stampa era a colori e di qualità molto migliore delle precedenti.
La scelta degli artisti non lasciava dubbi sull'ambizione di Marty: il primo numero presentava una stampa di Toulouse-Lautrec, un artista che stava vivendo un grande successo internazionale. Inoltre, Marty lanciò una sfida commerciale proponendo un abbonamento annuale a soli 150 franchi: un terzo del costo fissato dai suoi predecessori.
Il nono e ultimo numero uscì nel marzo 1895: in tutto, 95 stampe furono offerte al pubblico.

## Artisti pubblicati
(elenco parziale)
- George Auriol
- Émile Bernard
- Pierre Bonnard
- Eugène Carrière
- Alexandre Charpentier
- Henri Patrice Dillon
- Henry de Groux
- Paul Gauguin
- Eugène Grasset
- Henri Guérard
- Charles-Louis Houdard
- Henri-Gabriel Ibels
- Charles Haslewood Shannon
- Auguste Lepère
- Maximilien Luce
- Camille Martin
- Charles Maurin
- Camille Pissarro
- Lucien Pissarro
- Puvis de Chavannes
- Odilon Redon
- Auguste Renoir
- Charles Ricketts
- Henri Rivière
- Pierre Roche
- Ker-Xavier Roussel
- Armand Seguin
- Paul Signac
- Henri de Toulouse-Lautrec
- Félix Vallotton
- Théo van Rysselberghe
- Édouard Vuillard
- James McNeill Whistler